# Cova de Josepó
La Cova de Josepó és una cova del terme de Conca de Dalt, al Pallars Jussà, dins de l'antic terme de Toralla i Serradell, al Pallars Jussà, en territori del poble de Rivert.
Està situada a prop i a ponent de Rivert, a l'esquerra del barranc del Balç, a l'extrem d'un serradet damunt del poble mateix. Queda també a prop i a ponent de la Cova de la Font.